# Sphinx drupiferarum
Sphinx drupiferarum là một loài bướm đêm thuộc họ Sphingidae. Loài này thường xuất hiện ở vùng ôn đới Hoa Kỳ đến miền nam Canada.
Ấu trùng ăn Prunus, Malus, Syringa vulgaris và Celtis occidentalis.

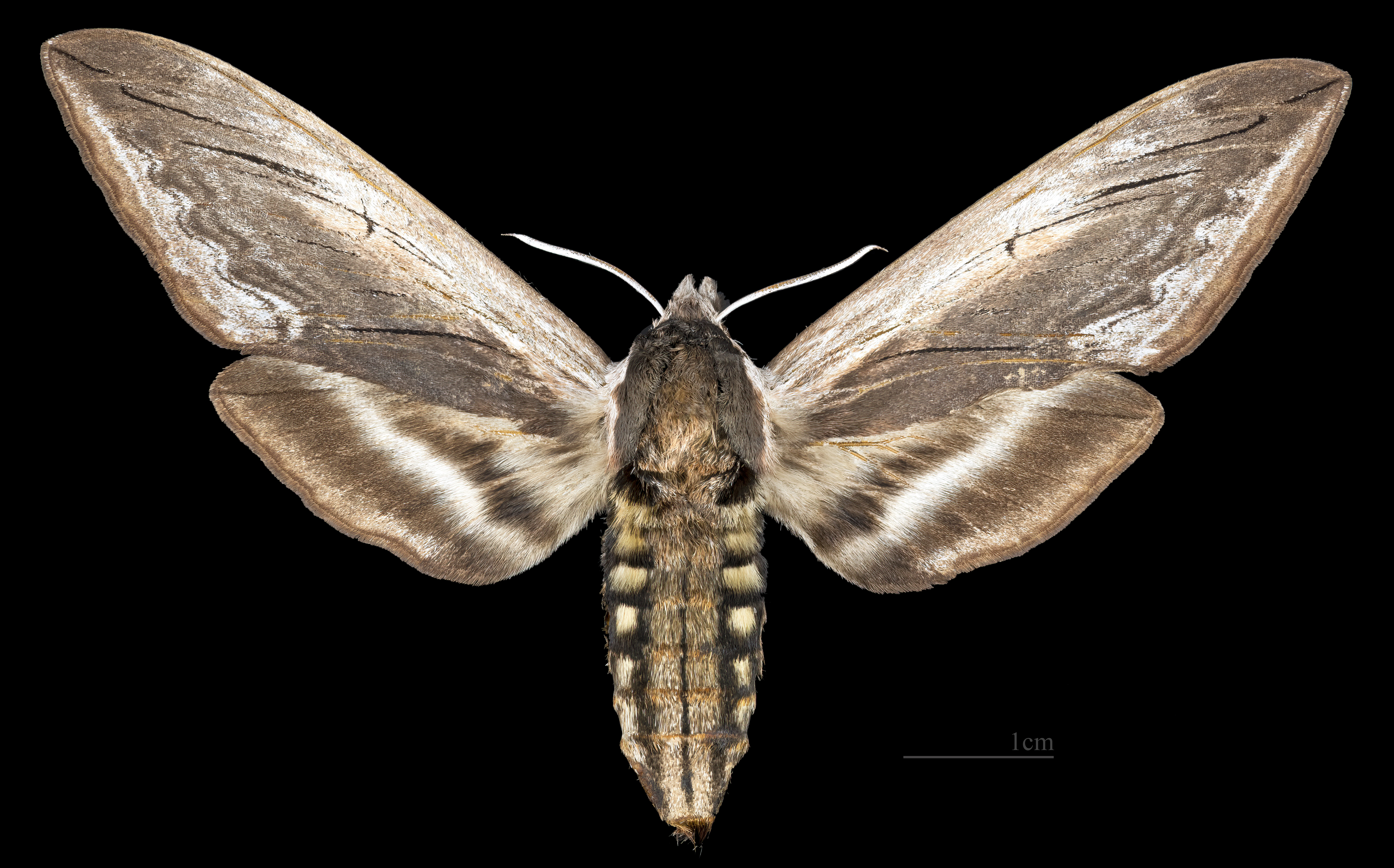
Sphinx drupiferarum ♀
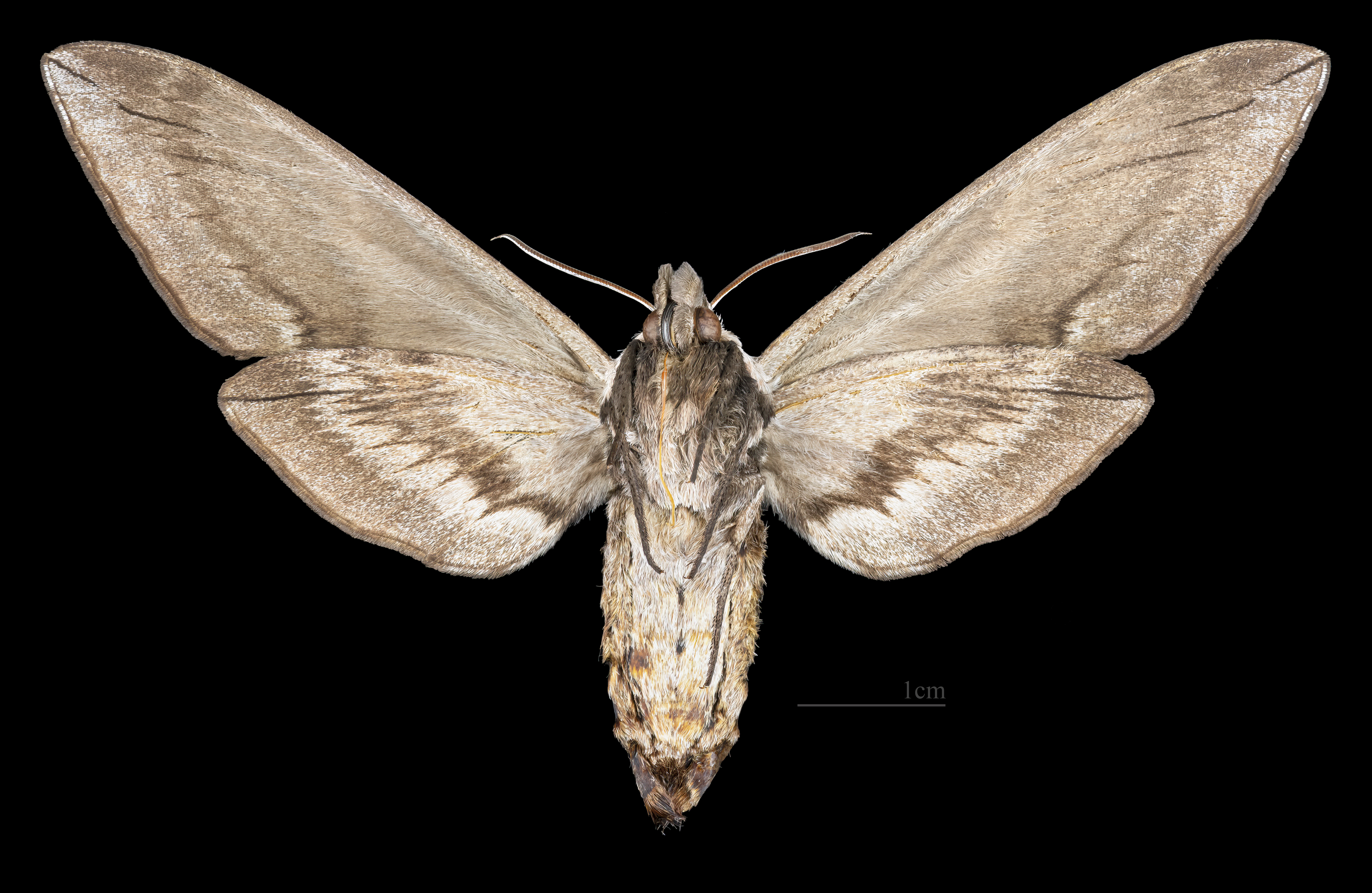
Sphinx drupiferarum  ♀ △